# Olvenstedter Straße 49

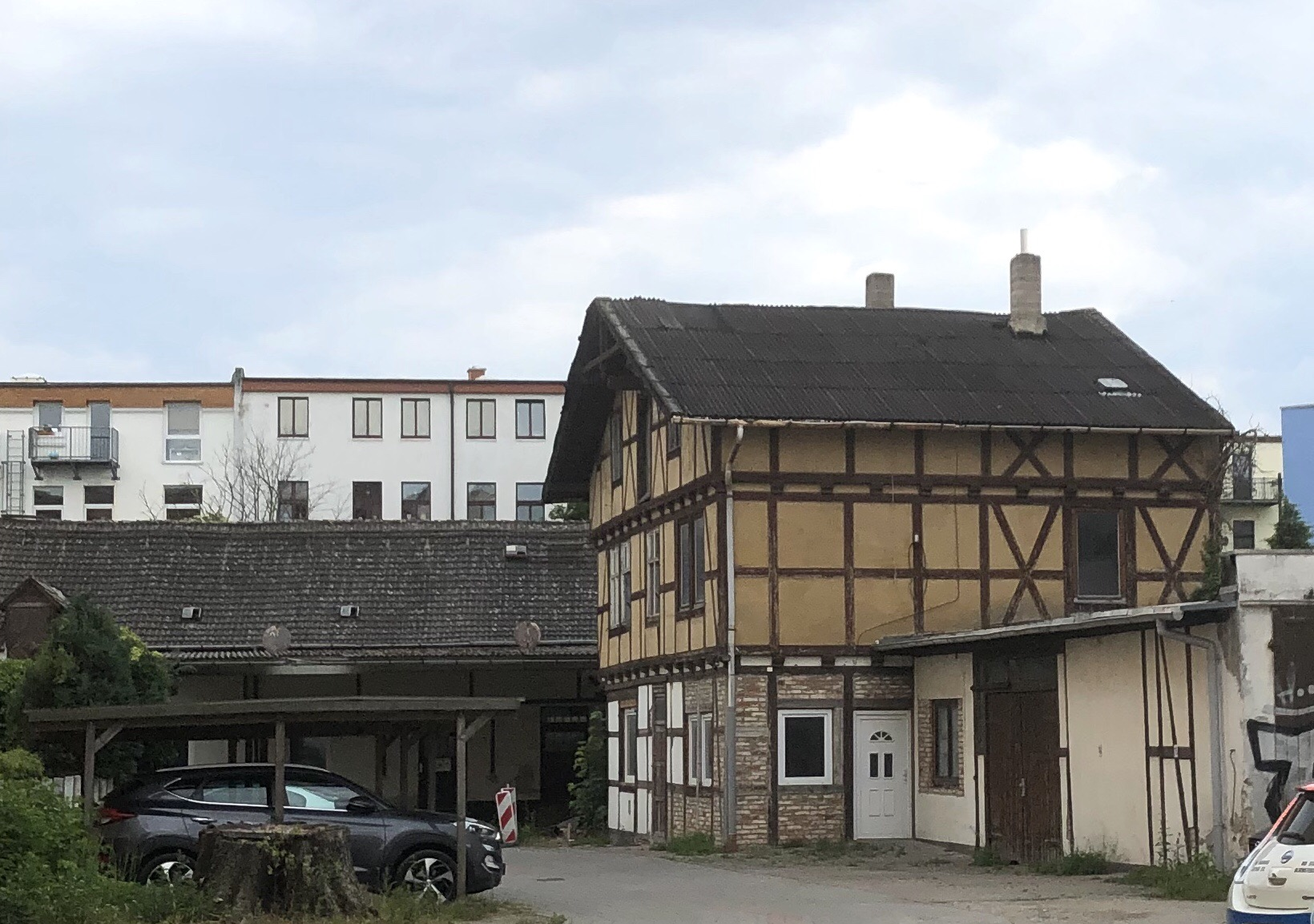
Olvenstedter Straße 49, Blick von Norden, 2020

Das Gebäude Olvenstedter Straße 49 ist ein denkmalgeschütztes Wohnhaus in Magdeburg in Sachsen-Anhalt.

## Lage
Es befindet sich auf der Südseite der Olvenstedter Straße im Magdeburger Stadtteil Stadtfeld Ost, zurückgesetzt auf einem Hinterhof, wobei jedoch ein Vorderhaus nicht besteht.

## Architektur und Geschichte
Der zweigeschossige Bau entstand als Gärtnerwohnhaus im Jahr 1882 in Fachwerkbauweise. Errichtet wurde das Haus durch den Maurermeister Jul. Kohtz für den Bauherren Ökonom Pfannenschmidt. Das Fachwerk ist als einfach gehaltene Konstruktion aus Riegen und Ständern erstellt und verfügt über Andreaskreuze. Die Gefache sind mit Ziegeln ausgemauert und verputzt. Zwischen den Etagen des Hauses befinden sich Gesimse mit etwas vorragenden Balkenköpfen. Sowohl das Ober- als auch das Dachgeschoss kragen etwas vor. Bedeckt ist das Gebäude mit einem ebenfalls, allerdings stärker, vorkragenden Satteldach.
Das Haus entstand im 2. Festungsrayon der Festung Magdeburg als sogenanntes Rayonhaus, das im Fall einer notwendigen Verteidigung schnell niedergelegt werden konnte, um so freies Schussfeld für die Festung zu schaffen.
Im örtlichen Denkmalverzeichnis ist das Wohnhaus unter der Erfassungsnummer 094 70823 als Baudenkmal verzeichnet.